# ルイ・ルロワ
ルイ・ルロワ（Louis Leroy, 1812年7月11日- 1885年7月30日）は、フランスの版画家、画家、劇作家。今日では、印象派の登場初期に「印象派」という名前を新聞紙上で使って風刺したことで知られている。
サロン・ド・パリに何度も入選し、1838年には版画部門でメダルを受賞した実力のある画家であった。

## 印象派の展覧会評
1874年4月15日から5月15日まで、パリ・キャピュシーヌ大通りにある写真家ナダールのスタジオで、クロード・モネ、ピエール＝オーギュスト・ルノワール、カミーユ・ピサロ、エドガー・ドガなど30人のメンバーで構成される「画家、彫刻家、版画家等の芸術家の共同出資会社による「第1回展覧会」が開催された。
ルイ・ルロワは、展覧会初日から10日たった4月25日、風刺新聞『ル・シャリヴァリ』に、「印象派の展覧会」（L’Exposition des impressionnistes）と題する記事を発表した。
その内容は、グループ展を見たアカデミズム絵画の画家ジョゼフ・ヴァンサンが、憤慨の余り正気を失うという滑稽なルポルタージュであった。その前半では、ヴァンサンは、グループ展の画家たちの作品の完成度が低いことを批判し、ジャン＝バティスト・カミーユ・コローの影響だと嘆いている。ところが、後半では、ヴァンサンは錯乱の余り「印象派画家（アプレッショニスト）」の立場に同化し、その手軽な描き方を賞賛し、師ベルタンやアカデミズムの巨匠を罵るに至っている。
この展覧会評は、画家たちのグループを「印象派」という言葉で呼ぶことが定着するのに大きな役割を果たした。「印象派」という言葉は、モネの「印象・日の出」という作品名に由来すると言われることがあるが、ルロワの記事では、必ずしもこの作品名に由来して「印象派」と名付けている形跡はない。また、ルロワ以前の展覧会評でも、印象という言葉をキーワードとして使っている例があり、ルロワが初めて使ったとはいえない。